# Distrito electoral de Shell Creek (condado de Colfax, Nebraska)
Shell Creek (en inglés: Shell Creek Precinct) es un distrito electoral ubicado en el condado de Colfax en el estado estadounidense de Nebraska. En el Censo de 2010 tenía una población de 194 habitantes y una densidad poblacional de 2,08 personas por km².

## Geografía
Shell Creek se encuentra ubicado en las coordenadas 41°31′5″N 97°11′27″O / 41.51806, -97.19083. Según la Oficina del Censo de los Estados Unidos, Shell Creek tiene una superficie total de 93.41 km², de la cual 93.07 km² corresponden a tierra firme y (0.36%) 0.34 km² es agua.

## Demografía
Según el censo de 2010, había 194 personas residiendo en Shell Creek. La densidad de población era de 2,08 hab./km². De los 194 habitantes, Shell Creek estaba compuesto por el 100% blancos, el 0% eran afroamericanos, el 0% eran amerindios, el 0% eran asiáticos, el 0% eran isleños del Pacífico, el 0% eran de otras razas y el 0% pertenecían a dos o más razas. Del total de la población el 0% eran hispanos o latinos de cualquier raza.